# Androsace cordifolia
Androsace cordifolia là một loài thực vật có hoa trong họ Anh thảo. Loài này được Wall. mô tả khoa học đầu tiên năm 1820.